# Mina dels set socis

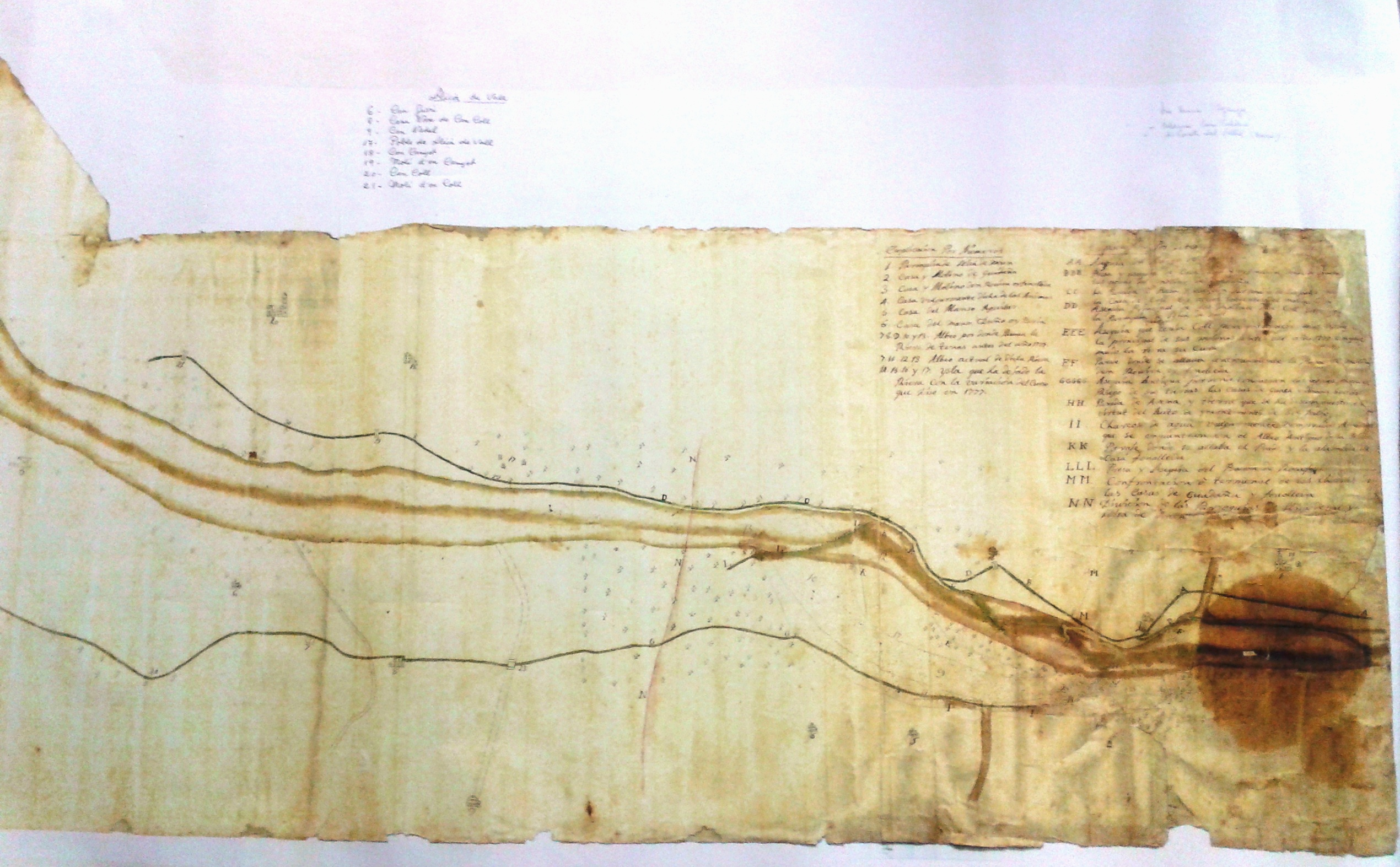

La Mina dels set socis va ser una societat establerta el 4 de setembre de 1805 per la construcció de la mina i els canals de regatge, entre les tres cases de pagès de Lliçà de Vall (Can Gurri, Can Coll i Can Nadal) i quatres masies de Parets del Vallès per aconseguir l'abastament d'aigua per als usos agrícoles. També se la coneix amb el nom de Mina de les set cases.